# Xã Arlington, Quận Reno, Kansas
Xã Arlington (tiếng Anh: Arlington Township) là một xã thuộc quận Reno, tiểu bang Kansas, Hoa Kỳ. Năm 2010, dân số của xã này là 642 người.